# Torre de Val-Boim
La Torre de Val-Boim, también llamada Torre de Vale Aboim o Pomar de Vale de Boim, en el Alentejo, está situada en la parroquia y el municipio de Portel, distrito de Évora, Portugal.

## Historia
Se cree que se erigió en algún momento entre los  siglos XIV y XV, funcionando como un enlace de comunicación entre el Castillo de Portel y el Castillo de Veracruz. Algunos autores afirman más, que se habría constituido en una pequeña mansión.
Considerada propiedad de interés público por el Decreto Nº 162, de 18 de julio de 1957, se encuentra actualmente en manos de particulares —Herdade de Val-Boim—, con tres de los cuatro muros originales aún en pie, seriamente amenazados de ruina.

## Características
Típica torre  medieval, tiene una planta cuadrada, en mampostería de piedra, con cuatro pisos, en los que se rasgan  ventanas rectangulares.